# Reykjavík Einherjar 2023
Questa voce raccoglie le informazioni riguardanti i Reykjavík Einherjar nella stagione 2023.

## Prima squadra

### Amichevoli
| Kópavogur 18 febbraio 2023, ore 18:00 | Reykjavík Einherjar | 28 – 16 referto | Sealand Seahawks | Kórinn |